# Classic Loire Atlantique 2013
La Classic Loire Atlantique 2013, quattordicesima edizione della corsa e valida come evento dell'UCI Europe Tour 2013 categoria 1.1, si svolse il 16 marzo 2013 su un percorso di 184,8 km. Fu vinta dal belga Edwig Cammaerts, che giunse al traguardo con il tempo di 4h50'41", alla media di 38,14 km/h.
Al traguardo 57 ciclisti portarono a termine la gara.

## Squadre e corridori partecipanti
| N.    | Cod. | Squadra                      |
| ----- | ---- | ---------------------------- |
| 1-8   | BSE  | Bretagne-Séché Environnement |
| 11-18 | LPM  | La Pomme Marseille           |
| 21-28 | FDJ  | FDJ                          |
| 31-38 | ALM  | AG2R La Mondiale             |
| 41-48 | EUC  | Team Europcar                |
| 51-58 | AJW  | AccentJobs-Wanty             |
| 61-68 | SOJ  | Sojasun                      |
| 71-78 | AND  | Androni Giocattoli-Venezuela |
| 81-88 | IAM  | IAM Cycling                  |

| N.      | Cod. | Squadra                     |
| ------- | ---- | --------------------------- |
| 91-98   | CJR  | Caja Rural                  |
| 101-108 | CRE  | Crelan-Euphony              |
| 111-118 | TSV  | Topsport Vlaanderen-Baloise |
| 121-128 | CSS  | Champion System             |
| 131-138 | RVL  | RusVelo                     |
| 141-148 | COF  | Cofidis, Solutions Credits  |
| 151-158 | BIG  | BigMat-Auber 93             |
| 161-168 | BGT  | Bridgestone-Anchor          |
| 171-178 | RLM  | Roubaix-Lille Metropole     |

## Ordine d'arrivo (Top 10)
| Pos. | Corridore        | Squadra       | Tempo    |
| ---- | ---------------- | ------------- | -------- |
| 1    | Edwig Cammaerts  | Cofidis       | 4h50'41" |
| 2    | Jaŭhen Hutarovič | AG2R La Mond. | a 7"     |
| 3    | Laurent Pichon   | FDJ           | s.t.     |
| 4    | Omar Bertazzo    | Androni       | s.t.     |
| 5    | Justin Jules     | La Pomme Mar. | s.t.     |
| 6    | Julien El Fares  | Sojasun       | s.t.     |
| 7    | Fabien Bacquet   | BigMat-Auber  | s.t.     |
| 8    | Anthony Geslin   | FDJ           | s.t.     |
| 9    | Pieter Jacobs    | Topsport Vl.  | s.t.     |
| 10   | Mathieu Drujon   | BigMat-Auber  | s.t.     |